# Télévision nationale bulgare
Pour les articles homonymes, voir BNT.
La Télévision nationale bulgare (en bulgare : Българска национална телевизия ; en abrégé BNT ou БНТ) est la compagnie de télévision publique de la Bulgarie. 
Basée à Sofia la capitale du pays, elle opère quatre chaînes de télévision. 
Créée en 1959, elle est membre depuis 1993 de l'union européenne de radio-télévision.

## Histoire
C'est le 7 novembre 1959 qu'ont lieu les premiers tests d'importance de la télévision bulgare, qui retransmet en direct le défilé célébrant la Révolution d'Octobre. Quelques semaines plus tard, le 26 décembre, la télévision commence ses émissions régulières. Elle devient ainsi membre de l'Organisation internationale de radiodiffusion et de télévision.
En 1964, télévision et radio publiques sont placés sous l'autorité d'un unique directeur général, avant que le gouvernement bulgare ne décide de confier la direction des deux entités à des comités de direction distincts en 1971.
Depuis 1970, la Télévision nationale bulgare est diffusée en couleurs via le procédé de télévision couleurs SECAM.
L'année 1975 voit la création de la seconde chaîne de télévision bulgare, Efir 2 (Ефир 2), une chaîne axée sur le divertissement, les variétés et le sport. Celle-ci cesse ses émissions le 31 décembre 2000 et est remplacée par une chaîne de télévision privée, BTV.
En 1986, le gouvernement place de nouveau radio et télévision sous le contrôle d'un même responsable, avant de se raviser une nouvelle fois au moment de l'effondrement du régime communiste quelques années plus tard. Le 6 mars 1990, radio et télévision forment ainsi de nouveau deux organismes distincts. La disparition de l'Organisation internationale de radiodiffusion et de télévision (réseau de diffuseurs publics est-européens) entraîne l'incorporation de la télévision au sein de l'Union européenne de radio-télévision (UER) le 1er janvier 1993, à l'instar de l'ensemble des autres compagnies de télévision de l'ancien bloc de l'Est.
Cette même année, la télévision nationale bulgare ouvre plusieurs antennes régionales à Blagoevgrad, Varna, Plovdiv et Roussé, lesquelles produisent des décrochages baptisés respectivement Pirin Program, More Program, Plovdiv Program et Sever Program.
En 1999 naît la troisième chaîne de télévision du groupe, BNT Sat, une déclinaison de la première chaîne de télévision à destination de la diaspora émettant sur le satellite ainsi que sur certains réseaux câblés et ADSL de par le monde. Elle devient par la suite BNT World avant de devenir en 2018 BNT 4.
Le 16 octobre 2011, les quatre antennes régionales de la BNT fusionnent. BNT 2 naît et s'impose comme la deuxième chaîne du groupe, onze ans après la fermeture de Efir 2.

## Identité visuelle

Logo de la BHT de 1959 à 2008.
Logo de la BHT de 2008 à 2018.
Logo de la BNT depuis 2018.

## Activités

### Télévision
| Logo | Chaîne                                                       | Date de création | Actionnaires |
| ---- | ------------------------------------------------------------ | ---------------- | ------------ |
|      | BNT 1 (HD) Chaîne généraliste nationale                      | 1er janvier 1993 | 100 % БНТ    |
|      | BNT 2 (HD) Chaîne généraliste nationale à vocation régionale | 16 octobre 2011  | 100 % БНТ    |
|      | BNT 3 Chaîne thématique sportive                             | 6 février 2014   | 100 % БНТ    |
|      | BNT 4 Chaîne généraliste internationale                      | 2 mai 1999       | 100 % БНТ    |

## Financement
Le financement de la télévision nationale bulgare provient essentiellement de subventions gouvernementales (à hauteur de 60 %), le reste provenant des recettes publicitaires.